# مقاطعة بولاسكي (ميزوري)
مقاطعة بولاسكي (بالإنجليزية: Pulaski County)‏ هي إحدى المقاطعات في ولاية ميزوري في الولايات المتحدة الأمريكية.